# Playmate

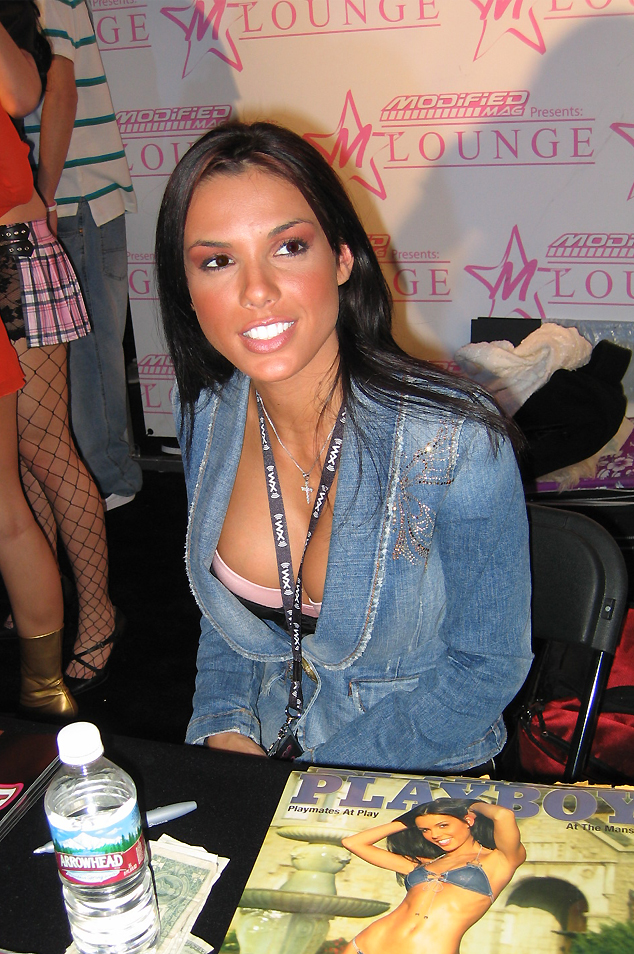
Кармела Дечезаре, Playmate 2004 року

Playmate (подружка плейбоя) — жінка-модель, представлена на розвороті журналу Playboy як Playmate of the Month (англ. подружка місяця журналу Playboy).
На центральному розвороті журналу міститься її фотографія в стилі ню, а також коротка біографія та основні дані, такі як дата народження, зріст, вага, розміри та ін. В кінці кожного року з дванадцяти Playmate of the Month вибирається одна Playmate of the Year (англ. подружка року журналу Playboy) — PMOY.
В даний час в якості призу PMOM отримує $25 000, а PMOY — $100 000, а також автомобіль і мотоцикл. Крім того, PMOY зазвичай вибираються для участі в щорічному святі Playboy. На січень 2009 року в «подружки місяця» було обрано 664 дівчини.

## Ювілейні дівчата року Playboy
- 60-я річниця (січень 2014): Роос ван Монтфорт
- 55-я річниця (січень 2009): Даша Астаф'єва
- 50-я річниця (січень 2004): Коллін Шеннон
- 45-я річниця (січень 1999): Джеймі Бергман
- 40-я річниця (січень 1994): Анна-Марі Годдард
- 35-я річниця (січень 1989): Фавна Макларен
- 30-я річниця (січень 1984): Пенні Бейкер
- 25-я річниця (січень 1979): Кенді Лавінг
- 20-я річниця (січень 1974): Ненсі Кемерон
- 15-я річниця (січень 1969): Леслі Бьянчіні
- 10-я річниця (січень 1963): Донна Мішель
- 5-я річниця (січень 1958): Джойс Ніццарі